# Belemnia crameri
Belemnia crameri là một loài bướm đêm thuộc phân họ Arctiinae, họ Erebidae.